# 99-90 v.Chr.
De jaren 99-90 v.Chr. (van de christelijke jaartelling) zijn een decennium in de 1e eeuw v.Chr..

## Belangrijke gebeurtenissen

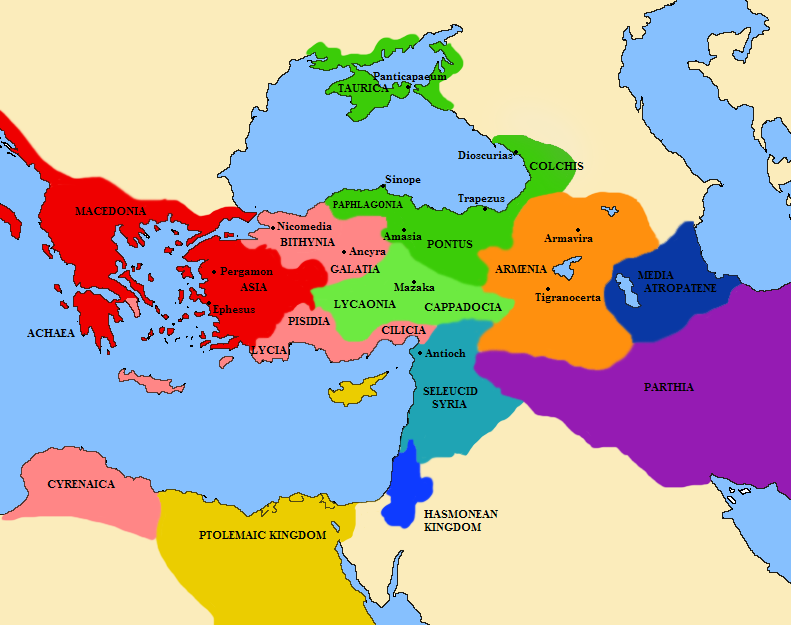
Pontus en omringende landen aan de vooravond van de eerste Mithridatische oorlog.

- 96 v.Chr. : Mithridates VI van Pontus zet zijn zoon Ariarathes IX op de troon van Cappadocië.
- 95 v.Chr. : Rome komt tussen beide en zet Ariobarzanes I op de troon.
- 94 v.Chr. : Tigranes II, koning van Armenië, huwt met Cleopatra van Pontus, dochter van Mithridates VI.
- 91-88 v.Chr. : Bellum sociorum. Strijd om  gelijke burgerrechten in het Romeinse Rijk.
- 90 v.Chr. : Mithridates VI valt Bithynië binnen en zet Socrates Chrestus, de broer van Nicomedes IV van Bithynië op de troon.

## Belangrijke personen

### Geboren
- 99 v.Chr.—Lucretius, Latijns filosoof en dichter.

<< · 99 · 98 · 97 · 96 · 95 · 94 · 93 · 92 · 91 · 90 · >>
<< · 99-90 · 89-80 · 79-70 · 69-60 · 59-50 · 49-40 · 39-30 · 29-20 · 19-10 · 9-1 · >>